# Kazimierz Łyszczyński
Kazimierz Łyszczyński herbu własnego (ur. 4 marca 1634 w Łyszczycach, zm. 30 marca 1689 w Warszawie) – polski urzędnik państwowy, polityk, żołnierz i filozof, a przejściowo też duchowny katolicki z zakonu jezuitów; poseł na Sejm walny I Rzeczypospolitej. Przeszedł do historii głównie jako skazaniec na śmierć za ateizm, przez autorstwo nieopublikowanego traktatu O nieistnieniu Boga, łac. De non existentia Dei. Kazimierz Łyszczyński nie przyznał się do winy, ale mimo to został ścięty, jego zwłoki spalono, a popioły rozrzucono.
W latach 1655–1657 Kazimierz Łyszczyński służył w wojsku Rzeczypospolitej Obojga Narodów, walcząc zbrojnie z najeźdźcami. Od 1658 do 1666 studiował, jako jezuita, kolejno w Krakowie, Kaliszu (filozofię) i Lwowie (teologię). Z zakonu formalnie wystąpił w 1666 roku, po czym zajął się polityką. Był kolejno podstolim mielnickim (1669), sędzią grodzkim brzeskolitewskim (1680–1682) i podsędkiem brzeskolitewskim (1682–1689). Wielokrotnie wybierany posłem na Sejm z województwa brzeskiego . Surowo krytykował teologów, nazywając ich „rzemieślnikami słów próżnych, wykrętnymi wężami, ślepymi, widzącymi ciemność zamiast światła, nie nauczycielami, ale zwodzicielami, nie filozofami, ale oszustami, obrońcami błędów głupoty i podstępów przodków”.
Doczekał się upamiętnienia zarówno w Polsce, jak i na Białorusi:
- Koalicja Ateistyczna przeprowadza w Warszawie co roku inscenizację ścięcia Łyszczyńskiego[5][6];
- 4 marca 2009 roku przypadała 375. rocznica urodzin Kazimierza Łyszczyńskiego. Z tej okazji na Białorusi wprowadzono do obiegu okolicznościową kartkę pocztową ze specjalnym znaczkiem[7].

## Życiorys

### Wstęp

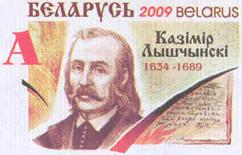
Białoruski znaczek pocztowy wydany z okazji 375 rocznicy urodzin Kazimierza Łyszczyńskiego (autor: Mikoła Ryży)

Kazimierz Łyszczyński pochodził ze średniozamożnej szlachty zasłużonej w wojnach XVII wieku; był synem Hieronima Kazimierza Łyszczyńskiego, sędziego grodzkiego brzeskiego i Zofii z Bobińskich. W młodości, po odbyciu śladami ojca służby wojskowej i czynnym udziale w wojnach tamtej epoki, przez osiem lat jako jezuita studiował m.in. filozofię w Krakowie i w kolegium jezuitów w Kaliszu. Następnie oddał się służbie samorządowej. Po awansie ojca na urząd podsędka brzeskiego objął w 1669 roku podstolstwo mielnickie, z którym to urzędem związany był w latach 1669–1682 i pisał się jako elektor z powiatu brzeskiego Jana III Sobieskiego na sejmie elekcyjnym w 1674. W roku 1682 został wybrany przez szlachtę na podsędka powiatu brzeskiego jako pierwszy kandydat, co niewątpliwie zostało kontrasygnowane przez króla, gdyż w 1685 roku był faktycznie sprawującym tę funkcję członkiem sądu ziemskiego. Funkcję podsędka pełnił w latach 1682–1689. Głosił koncepcję społeczeństwa bezklasowego, w którym tylko brak władzy może zapobiec wyzyskowi jednego człowieka przez drugiego.
Jan III Sobieski, mianując go na podsędka, pisał o zasługach Łyszczyńskiego dla ojczyzny:
Od młodych lat służył w wojsku koronnym w chorągwi Jana Sapiehy, a następnie w wojskach litewskich pod księciem podkanclerzym Wielkiego Księstwa Litewskiego (którym wówczas był Kazimierz Leon Sapieha), biorąc udział w wojnie z najazdem moskiewskim, szwedzkim i węgierskim.

### Proces
Zadenuncjowany przez sąsiada, Jana Kazimierza Brzoskę (ówczesnego stolnika bracławskiego), który – nie chcąc zwrócić pożyczonej mu przez Łyszczyńskiego dużej sumy pieniędzy – wykradł i przekazał sądowi rękopis dzieła De non existentia Dei (O nieistnieniu Boga), pierwszego polskiego traktatu filozoficznego przedstawiającego religię z perspektywy ateisty, nad którym to traktatem Łyszczyński rozpoczął pracę w roku 1674. Koronnym argumentem na rzecz ludzkiego pochodzenia religii była obecność wielu sekt i grup religijnych. Na tej podstawie z oskarżenia publicznego odbył się proces przed komisją sejmową (na sejmie nadzwyczajnym odbywającym się w Warszawie od 17 listopada 1688 do 1 kwietnia 1689, pod laską Stanisława Szczuki). Oskarżyciel Szymon Kurowicz Zabistowski (według Adryana Krzyżanowskiego) zarzucał Łyszczyńskiemu ponadto uznawanie małżeństwa za czysto cywilne (niesakramentalne) oraz nieprzestrzeganie zakazu małżeństw między osobami spokrewnionymi (wydanie córki za bliskiego krewnego). W trakcie procesu Kazimierz Łyszczyński zaprzeczał swojemu ateizmowi i twierdził, że w następnej części traktatu miał obalić argumenty za nieistnieniem Boga. Nie dano wiary jego wyjaśnieniom. Nie prosił więc o ułaskawienie, natomiast zwrócił się do króla Jana III Sobieskiego o zmianę kary ze spalenia żywcem na ścięcie mieczem.
Według Nowickiego Łyszczyński jest pierwszą osobą, która pisała o ateistach jako odrębnej grupie – twórcą kategorii „my ateiści”. Przykładowo, oskarżyciel miał stwierdzić, że Łyszczyński „często y okrutnie pisze Nos Athei ita demonstramus, że non est Deus” (my ateiści tak twierdzimy, że Bóg nie istnieje) . Natomiast sformułowanie, że teolodzy „gaszą światło rozumu”, według Nowickiego, Łyszczyński mógł zapożyczyć od Giordana Bruna.

### Wyrok

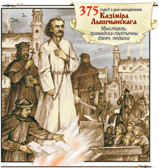
Egzekucja Kazimierza Łyszczyńskiego (rys. Mikoły Ryżego wydany w 2009 na białoruskiej karcie pocztowej z okazji 375 rocznicy urodzin Kazimierza Łyszczyńskiego)

Został skazany na karę śmierci i konfiskatę dóbr za ateizm. Tekst wyroku według listów biskupa kijowskiego Andrzeja Chryzostoma Załuskiego (w przekładzie polskim) brzmiał:
„Dekret przeciwko ateiście Łyszczyńskiemu. Święty Królewski Majestat z senatorami i członkami Rady Koronnej i Wielkiego Księstwa Litewskiego zasiadającymi u jego boku, tudzież z posłami ziemskimi z narodów do sądów Jego Królewskiego Majestatu przydanymi, zważywszy, że Łyszczyński, oskarżany przez donosiciela, urodzonego Brzoskę, stolnika bracławskiego, wraz z sześcioma świadkami równymi mu urodzeniem przed delegowanymi z izby senatorów i przed sędzią ziemskim warszawskim o tak okropną zbrodnię, o bezecny ateizm przeciwko istnieniu Boskiego Majestatu i Trójcy Przenajświętszej, tudzież przeciwko najbłogosławieńszej Bogarodzicy Pannie Marii, obwinia się własną ręką w dogmacie na świat wydanym, raczył uznać, iż tenże obwiniony zasłużył na kary cięższe od kryminalnych i zawyrokował co następuje: Naprzód, pisma ateistyczne tego oskarżonego, trzymane przez niego w prawej ręce na rusztowaniu wystawionym na warszawskim Rynku Starego Miasta, zostaną spalone przez kata, sam zaś Łyszczyński, wywieziony poza Warszawę, tam na gorejącym stosie żywcem spalony i w proch obrócony będzie.” (fragment) Król Jan III Sobieski na prośbę skazanego zamienił karę spalenia żywcem na uprzednie ścięcie mieczem.
Wyrok wykonano przed południem na Rynku Starego Miasta w Warszawie 30 marca 1689, gdzie kat ściął Łyszczyńskiemu głowę. Po egzekucji wywieziono jego zwłoki poza miasto i spalono. Inaczej przedstawia egzekucję relacja biskupa Andrzeja Chryzostoma Załuskiego:
„Wyprowadzono go na miejsce stracenia i okrutnie znęcano się najpierw nad jego językiem i ustami, którymi on okrutnie występował przeciw Bogu. Potem spalono jego rękę, która była narzędziem najpotworniejszego płodu, spalono także jego papiery pełne bluźnierstw i na koniec on sam, potwór, został pochłonięty przez płomienie, które miały przebłagać Boga, jeżeli w ogóle za takie bezeceństwa można Boga przebłagać”.
Wyrok był uznawany przez ówczesną szlachtę za drakoński, a jak pisze Uruski, nawet u ówczesnego papieża Innocentego XI nie spotkał się z uznaniem (wysłał on do Jana III list, w którym wyrażał oburzenie wyrokiem).

## Traktat „O nieistnieniu Boga”
Zachowana w Bibliotece Kórnickiej mowa instygatora Wielkiego Księstwa Litewskiego, Szymona Kurowicza Zabistowskiego, zawiera cytaty fragmentów potępionej pracy:

I – zaklinamy was, o teologowie, na waszego Boga, czy w ten sposób nie gasicie Światła Rozumu, czy nie usuwacie słońca ze świata, czy nie ściągacie z nieba Boga waszego, gdy przypisujecie Bogu rzeczy niemożliwe, atrybuty i określenia przeczące sobie.
II – Człowiek jest twórcą Boga, a Bóg jest tworem i dziełem człowieka. Tak więc to ludzie są twórcami i stwórcami Boga, a Bóg nie jest bytem rzeczywistym, lecz bytem istniejącym tylko w umyśle, a przy tym bytem chimerycznym, bo Bóg i chimera są tym samym.
III – Religia została ustanowiona przez ludzi bez religii, aby ich czczono, chociaż Boga nie ma. Pobożność została wprowadzona przez bezbożnych. Lęk przed Bogiem jest rozpowszechniany przez nielękających się, w tym celu, żeby się ich lękano. Wiara zwana boską jest wymysłem ludzkim. Doktryna bądź to logiczna, bądź filozoficzna, która się pyszni tym, że uczy prawdy o Bogu, jest fałszywa, a przeciwnie, ta, którą potępiono jako fałszywą, jest najprawdziwsza.
IV – Prosty lud oszukiwany jest przez mądrzejszych wymysłem wiary w Boga na swoje uciemiężenie; tego samego uciemiężenia broni jednak lud, w taki sposób, że gdyby mędrcy chcieli prawdą wyzwolić lud z tego uciemiężenia, zostaliby zdławieni przez sam lud.
V – Jednakże nie doświadczamy ani w nas, ani w nikim innym takiego nakazu rozumu, który by nas upewniał o prawdzie objawienia bożego: Jeżeli bowiem znajdowałby się w nas, to wszyscy musieliby je uznać i nie mieliby wątpliwości i nie sprzeciwialiby się Pismu Mojżesza ani Ewangelii – co jest fałszem i nie byłoby różnych sekt, ani ich zwolenników w rodzaju Mahometa itd. Lecz [nakaz taki] nie jest znany i nie tylko pojawiają się wątpliwości, ale nawet są tacy, co zaprzeczają objawieniu, i to nie głupcy, ale ludzie mądrzy, którzy prawidłowym rozumowaniem dowodzą czegoś wręcz przeciwnego, tego właśnie, czego i ja dowodzę. A więc Bóg nie istnieje.

W 2015 roku ukazała się publikacja pt. DE NON EXISTENTIA DEI, czyli o nieistnieniu Boga autorstwa filozofa Jerzego Kochana, nawiązująca do traktatu Kazimierza Łyszczyńskiego.

## Łyszczyński na tle filozofii europejskiej
Łyszczyński był, po Lucilio Vaninim, jednym z pierwszych w Europie od czasów antyku autorem ateistycznej książki dowodzącej nieistnienia Boga. Traktat nigdy nie został opublikowany, gdyż rękopis został spalony podczas egzekucji Łyszczyńskiego. Zawierał również krytykę wszelkiej religii jako fałszu i manipulacji mającej na celu polityczny i ekonomiczny wyzysk wiernych.
Przed Łyszczyńskim był Lucilio Vanini również skazany za publikację treści negujących istnienie Boga. Różnica pomiędzy Łyszczyńskim a Vaninim jest taka, że ten drugi w celu uśpienia czujności i zmylenia donosicieli, cenzorów, inkwizytorów i sędziów, aby uniknąć grożącej mu kary śmierci, swoje dzieła propagujące ateizm publikował w otoczeniu tzw. kontekstu ochronnego, spotykanego zresztą już u starożytnych krytyków religii. Czynił to jednak w dość zuchwały sposób, dając czytelnikom jasno do zrozumienia, aby tego kontekstu ochronnego nie traktować poważnie. W publikacji naukowej „Vanini” z serii „Myśli i Ludzie” prof. dr. hab. Andrzeja Nowickiego u Lucilio Vaniniego doliczył się aż 9 takich sposobów. Niezależnie od tego o tym, że intencją Vaniniego była krytyka religii i negowanie istnienia Boga świadczy ponadto fakt, że w celu uzyskania zgody na druk dostarczył dzieło o innej treści, niż następnie wydrukował, w dodatku u niekatolickiego drukarza.
Dlatego za błędne należy uznać poglądy sporadycznie pojawiające się w przestrzeni publicznej, jakoby to Łyszczyński miał być rzekomo pierwszym od czasów antyku europejskim autorem treści ateistycznych.
Łyszczyński wyprzedził o kilkadziesiąt lat francuskiego proboszcza Jana Mesliera, którego książka nazywana Testamentem powszechnie uważana jest za pierwszą w Europie od czasów antyku książkę ateistyczną. Swoimi ideami wyprzedził również o cały wiek filozofię Oświecenia.

## Upamiętnienie

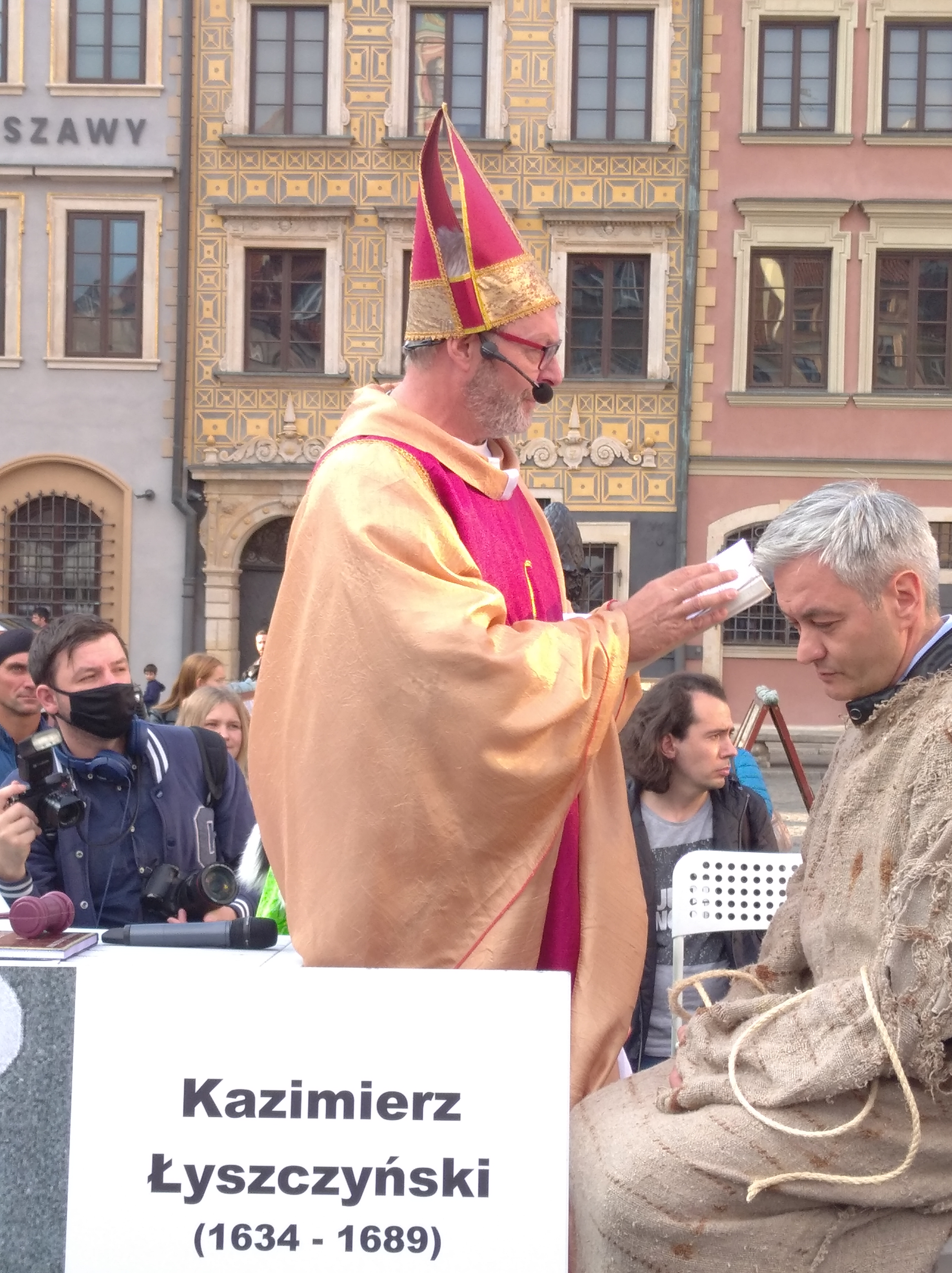
Robert Biedroń odgrywający rolę Kazimierza Łyszczyńskiego na Starym Rynku w Warszawie – finałowa stacja Marszu Ateistów, 2 października 2021

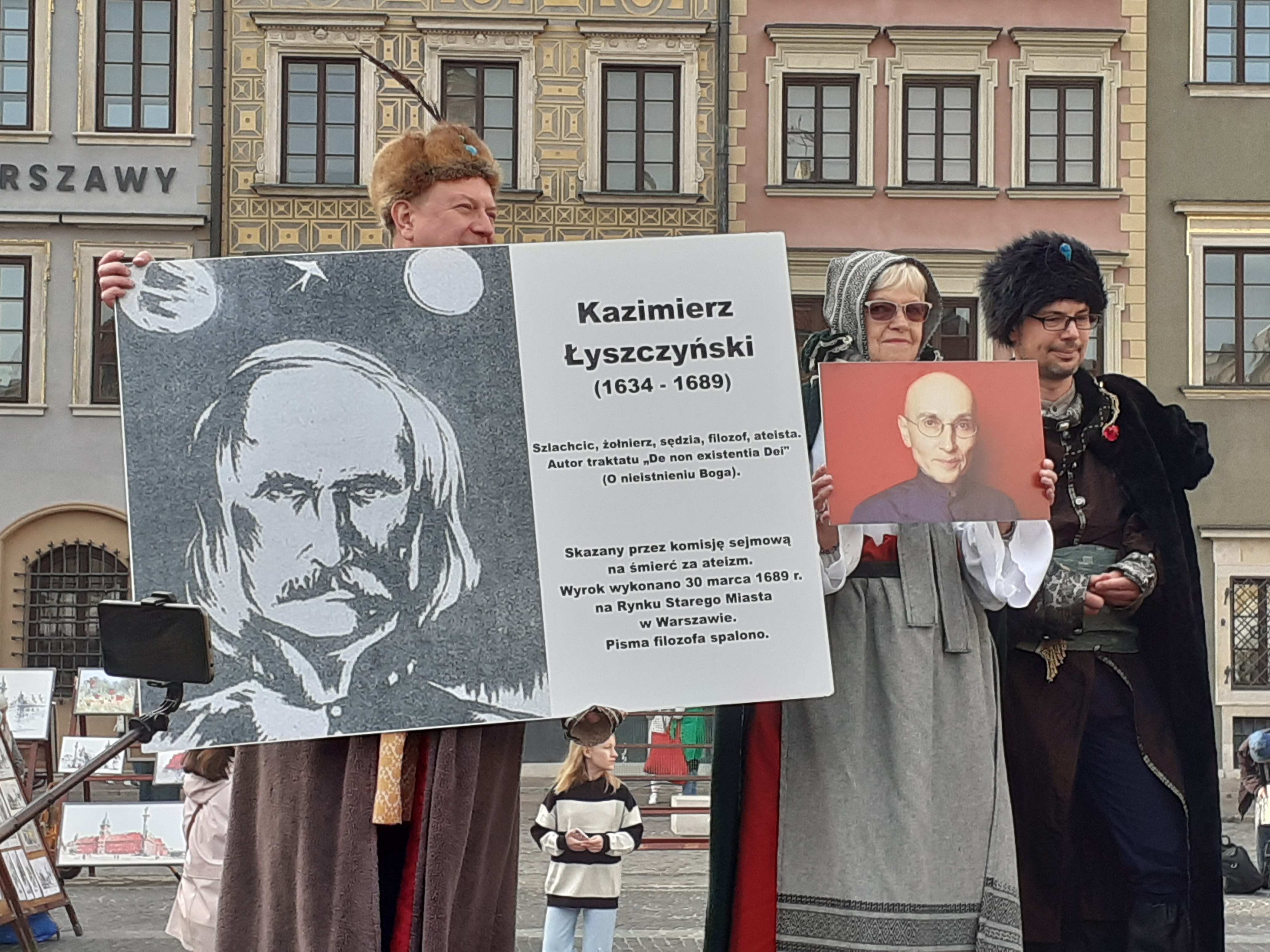
Baner upamiętniający Kazimierza Łyszczyńskiego podczas finału Marszu Ateistów w 2022

Kazimierz Łyszczyński nie posiada grobu. Według relacji z egzekucji po spaleniu ciała jego prochy zostały wystrzelone z armaty.
Jednym na świecie symbolicznym nagrobkiem Łyszczyńskiego jest głaz w sąsiedztwie cerkwi Pokrowskiej w Szczytnikach Małych na Białorusi, w pobliżu Łyszczyc, w których się urodził i mieszkał, z wyrytym po białorusku epitafium, którego autorem jest sam Łyszczyński. Tekst tego napisu w przekładzie Andrzeja Nowickiego brzmi:
Słuchaj przechodniu!

Nie omijaj tych kamieni,

Nie wybieraj innej drogi,

Nie skaleczysz się o nie,

Chyba że skaleczy Cię prawda.

Ucz się prawdy od kamieni,

Ponieważ ludzie, nawet ci, którzy znają prawdę,

Uczą, że jest ona fałszem.

Doktryna mędrców jest bowiem

Dyktowanym przez rozsądek kłamstwem
.
W czasach Związku Radzieckiego w Muzeum Ateizmu w Wilnie w centralnym miejscu znajdował się monumentalny witraż przedstawiający egzekucję Łyszczyńskiego wykonany przez litewskiego artystę Broniusa Gruszasa. Był tam też obraz Jonasa Mackonisa przedstawiający Łyszczyńskiego przed sądem biskupim. Muzeum w Grodnie posiada w swych zbiorach obraz A. Silwiestrowa przedstawiający ścięcie Łyszczyńskiego.
W Polsce Łyszczyński nie posiada żadnego materialnego upamiętnienia – pomnika, symbolicznego nagrobka lub tablicy pamiątkowej. W żadnym mieście nie ma też w Polsce ulicy, placu, skweru, szkoły lub jakiejkolwiek instytucji noszącej imię Kazimierza Łyszczyńskiego. O upamiętnienie Łyszczyńskiego pomnikiem polscy ateiści apelują od czasów międzywojennych.
Istnieje w Polsce ateistyczna Fundacja im. Kazimierza Łyszczyńskiego. Łyszczyński jest też patronem Internetowej Listy Ateistów i Agnostyków.
Aby podtrzymać i upowszechniać pamięć o Łyszczyńskim Koalicja Ateistyczna od 2013 roku w weekend w okolicach 30 marca (dzień śmierci Łyszczyńskiego) urządza na Rynku Starego Miasta w Warszawie inscenizację egzekucji Kazimierza Łyszczyńskiego jako wydarzenie finałowe warszawskiego Marszu Ateistów. Pomysłodawcą inscenizacji i akcji o nazwie „Łyszczyński wraca do miasta” było Polskie Stowarzyszenie Racjonalistów. W inscenizacji w postać Łyszczyńskiego wcielają się znane postacie świata polityki i nauki – w 2014 filozof profesor Jan Hartman, w 2017 polityczka profesor Joanna Senyszyn.
30 marca (dzień kaźni Łyszczyńskiego) jest w Polsce nieoficjalnym Dniem Ateizmu.

### W literaturze
W swojej powieści Nietota. Księga tajemna Tatr Tadeusz Miciński tak opisuje postać Łyszczyńskiego, jego proces i śmierć:

... Oto wstał przed nim straszny cień spalonego za Króla Jana III ateusza Kazimierza Łyszczyńskiego. Ten wiódł życie nieposzlakowane, lecz zadumany nad istotą wiary i zwątpiwszy o istnieniu Boga, na 15 arkuszach wypisał zdania starożytnych i nowych autorów, dowodzących, że Boga nie ma.
Sąsiad jego, łajdak, który był mu winien pieniądze, chcąc skrewić dług, doniósł Biskupowi.
Polonia non parit monstra – mówił na sądzie Instygator, a teraz tego nie można powiedzieć, bo Łyszczyński monstrum!... I tacy obrońcy Boga, jak prymas Radziejowski, wnieśli karę śmierci w mękach i płomieniach. Skazaniec, zrazu przeświadczony o swej niewinności, mówił w końcu słowa, rozpaczą i obłąkaniem tchnące: „jeżeli przeciw mnie zapadnie ciężki wyrok, wątpię, czy tłoczącym mnie pokusom potrafię się oprzeć...”
Wprowadzono go na miejsce stracenia. Pastwiono się naprzód na języku i ustach, którymi „srogo skrzywdził Boga”.
Potem spalono rękę, to narzędzie najszkaradniejszego płodu, dalej papiery bluźniercze; na koniec on sam „potwór tego wieku, bogobójca i prawołomca (legirupa, impudens, impurus, inverecundissimus) został ścięty i pożarty błagalnymi płomieniami, jeżeli tylko można przebłagać nimi Boga” – zastrzegł biskup.

Kazimierz Łyszczyński jest też postacią z tetralogii O Tron (Ostatni dynasta, Piast, Sława, Mrok) Adama Krechowieckiego, jego życiorys został tam potraktowany dość swobodnie.